# Ana Luiza Castro
Ana Luiza de Castro Barros (Brasília, 5 de junho de 1979) é uma jornalista, apresentadora de TV e modelo brasileira.

## Biografia
Nasceu em Brasília e mudou-se para o Rio de Janeiro aos 9 anos. Formada em jornalismo, Ana Luiza ficou conhecida por apresentar programas de esportes e atualmente está no GNT. Como modelo participou de inúmeros comerciais como as da cervejaria Brahma e capas de revistas. Posou para as revistas VIP, Status e o site Paparazzo. Em 2007 estreou como atriz em uma participação na série Casal Neura da MTV Brasil. Em 2008 fez uma ponta na novela Água na Boca, da Band. Esteve entre os participantes da segunda temporada do Circo do Faustão, quadro do Domingão do Faustão e também foi jurada do Dança dos Famosos.

## Carreira
- Zona de Impacto - SporTV[17]
- Esporte Total e Show do Esporte - Band[18][19][20]
- Parada Oi - Band, Multishow e SporTV[1][21][22]
- Jornal de Verão - MTV Brasil[1]
- Pílulas da Moda - GNT[20]
- Poker Stars - ESPN Brasil[23][24]